# Municipio de Hawkeye (Kansas)
El municipio de Hawkeye (en inglés: Hawkeye Township) es un municipio ubicado en el condado de Osborne en el estado estadounidense de Kansas. En el año 2010 tenía una población de 33 habitantes y una densidad poblacional de 0,36 personas por km².

## Geografía
El municipio de Hawkeye se encuentra ubicado en las coordenadas 39°31′9″N 98°52′30″O / 39.51917, -98.87500. Según la Oficina del Censo de los Estados Unidos, el municipio tiene una superficie total de 92.58 km², de la cual 92,15 km² corresponden a tierra firme y (0,46 %) 0,43 km² es agua.

## Demografía
Según el censo de 2010, había 33 personas residiendo en el municipio de Hawkeye. La densidad de población era de 0,36 hab./km². De los 33 habitantes, el municipio de Hawkeye estaba compuesto por el 96,97 % blancos y el 3,03 % eran de una mezcla de razas. Del total de la población el 3,03 % eran hispanos o latinos de cualquier raza.